# Loja (provincie)
Loja is een provincie in het zuiden van Ecuador. De hoofdstad van de provincie is Loja. De provincie ligt in de Andes op 2.100 meter hoogte en heeft een oppervlakte van circa elfduizend km². Naar schatting zijn er 511.184 inwoners in 2018, waarvan de helft in de steden woont en de helft op het platteland.

## Kantons
Loja is ingedeeld in zestien kantons. Achter elk kanton wordt de hoofdplaats genoemd.
| Nr. | Kanton       | Inwoners | Oppervlakte | Hoofdplaats  | Inwoners |
| --- | ------------ | -------- | ----------- | ------------ | -------- |
| 1   | Calvas       | 26.042   | 851 km²     | Cariamanga   | 13.175   |
| 2   | Catamayo     | 35.240   | 652 km²     | Catamayo     | 27.026   |
| 3   | Celica       | 14.379   | 522 km²     | Celica       | 4.486    |
| 4   | Chaguarpamba | 6.857    | 313 km²     | Chaguarpamba | 1.342    |
| 5   | Espíndola    | 14.119   | 516 km²     | Espíndola    | 2.073    |
| 6   | Gonzanamá    | 14.247   | 682 km²     | Gonzanamá    | 1.973    |
| 7   | Loja         | 250.028  | 1.892 km²   | Loja         | 203.496  |
| 8   | Macará       | 18.215   | 573 km²     | Macará       | 12.454   |
| 9   | Olmedo       | 4.164    | 114 km²     | Olmedo       | 745      |
| 10  | Paltas       | 22.841   | 1.157 km²   | Catacocha    | 7.831    |
| 11  | Pindal       | 10.409   | 202 km²     | Pindal       | 2.660    |
| 12  | Puyango      | 16.257   | 637 km²     | Alamor       | 5.981    |
| 13  | Quilanga     | 3.971    | 237 km²     | Quilanga     | 934      |
| 14  | Saraguro     | 29.111   | 1.084 km²   | Saraguro     | 4.656    |
| 15  | Sozoranga    | 6.970    | 422 km²     | Sozoranga    | 908      |
| 16  | Zapotillo    | 14.571   | 1.212 km²   | Zapotillo    | 3.599    |

| Detailkaart |
| ----------- |
|             |
| Kantons     |